# Агаларова Бахар Аміралі кизи
Чимназ Абдул Алі кизи Асланова (1884, село Варвара Єлизаветпольського повіту Єлизаветпольської губернії, тепер Євлахського району, Азербайджан — 16 лютого 1953, місто Баку, тепер Азербайджан) — азербайджанський педагог, директор Бакинського дитячого будинку № 11. Депутат Верховної ради Азербайджанської РСР 2-го скликання. Депутат Верховної ради СРСР 3-го скликання.

## Життєпис
Народилася в родині бідного селянина. У 1910 році закінчила жіночу гімназію для мусульманок у місті Баку. Працювала вихователем і вчителькою.
У 1920 році організувала і очолила перший в Азербайджанській РСР дитячий будинок.
У 1920 — 16 лютого 1953 року — директор Бакинського дитячого будинку № 11
Померла 16 лютого 1953 року в Баку.

## Нагороди
- орден «Знак Пошани»
- медаль «За оборону Кавказу»
- медаль «За трудову доблесть»
- Заслужений учитель Азербайджанської РСР (1942)